# Bowery Theatre
Il Bowery Theatre è stato un teatro a Bowery nel Lower East Side di Manhattan a New York. Sebbene fosse stato fondato da famiglie ricche per competere con l'elegante Park Theatre, il Bowery vide il suo periodo di maggior successo sotto la gestione populista e filoamericana di Thomas Hamblin negli anni '30 e '40 dell'Ottocento. Entro il 1850, il teatro arrivò a soddisfare gruppi di immigrati come irlandesi, tedeschi e cinesi. Bruciò quattro volte in 17 anni e nel 1929 un incendio lo distrusse definitivamente. Sebbene il nome del teatro sia cambiato più volte (New York Theatre (1826), Bowery Theatre (1828), American Theatre, Bowery (c. 1840), Thalia Theatre (1879) e Fay's Bowery Theatre (1929)), era generalmente indicato come Bowery Theatre.

## Fondazione e prima gestione

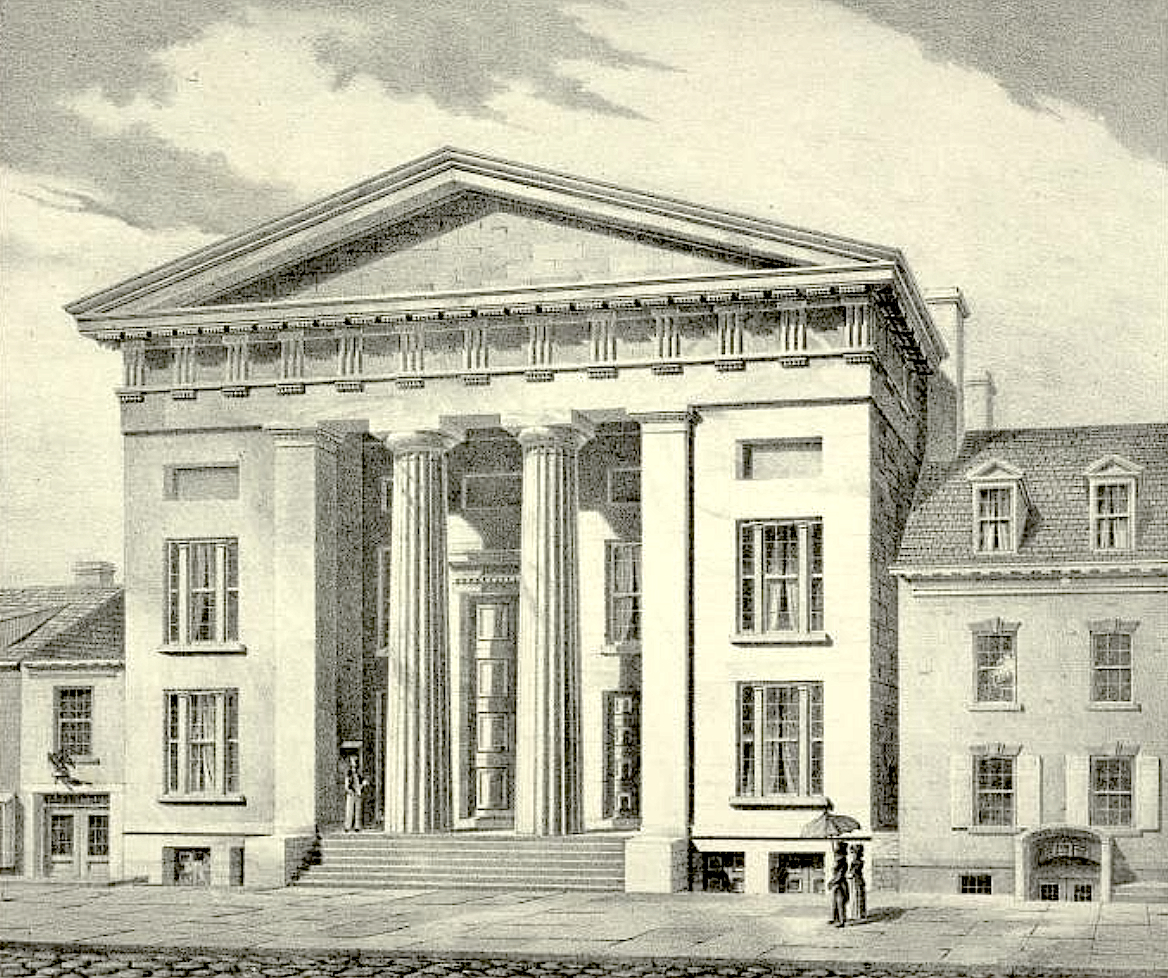
1826, Teatro di New York, dell'architetto Ithiel Town

Verso la metà degli anni 1820, le ricche famiglie di coloni nel nuovo rione, reso di moda dall'apertura di Lafayette Street, parallela al Bowery, volevano un facile accesso al teatro europeo alla moda di alta classe, allora disponibile solo al Park Theatre. Sotto la guida di Henry Astor, formarono la New York Association e acquistarono il terreno dove sorgeva l'Astor's Bull's Head Tavern, di fronte al quartiere e occupando l'area tra Elizabeth, Canal (allora chiamata Walker) e Bayard Street. Venne dato l'incarico per la progettazione all'architetto Ithiel Town.
Alcuni importanti investitori comprendevano Samuel Laurence Gouverneur, genero del presidente James Monroe, e James Alexander Hamilton, figlio di Alexander Hamilton.
Il nuovo teatro, in stile neoclassico, era più opulento del Park e poteva ospitare 3.500 persone, rendendolo all'epoca il più grande teatro degli Stati Uniti. Frances Trollope lo ha paragonato al Park Theatre dicendo che era "superiore in bellezza; è davvero il teatro più carino in cui sia mai entrato, perfetto per dimensioni e proporzioni, elegantemente decorato, e la scenografia e i macchinari uguali a qualsiasi altro a Londra...."
Il Bowery Theatre aprì il 22 ottobre 1826 con il nome di  New York Theatre, con la commedia The Road to Ruin di Thomas Holcroft, sotto la direzione di Charles A. Gilfert. Il sindaco di New York Philip Hone intervenne alla cerimonia di apertura, implorando il pubblico, previsto della classe superiore, del teatro: "Spetta quindi a coloro la cui posizione nella società consente di controllare le opinioni e dirigere il giudizio degli altri, incoraggiare, dal loro aspetto e supporto, un teatro ben regolato". Le sue prime stagioni furono dedicate al balletto, all'opera e al dramma. Il teatro era ormai abbastanza alla moda e l'espansione verso nord di Manhattan gli diede l'accesso a un grande pubblico. Il teatro andò a fuoco la sera del 26 maggio 1828 ma fu ricostruito dall'architetto Joseph Sera e riaperto sotto il nome di Bowery Theatre il 20 agosto 1828 Gilfert era molto convinto della pubblicità per incrementare il numero di spettatori, ma nel 1829 i proprietari lo licenziarono.

## La gestione di Hamblin

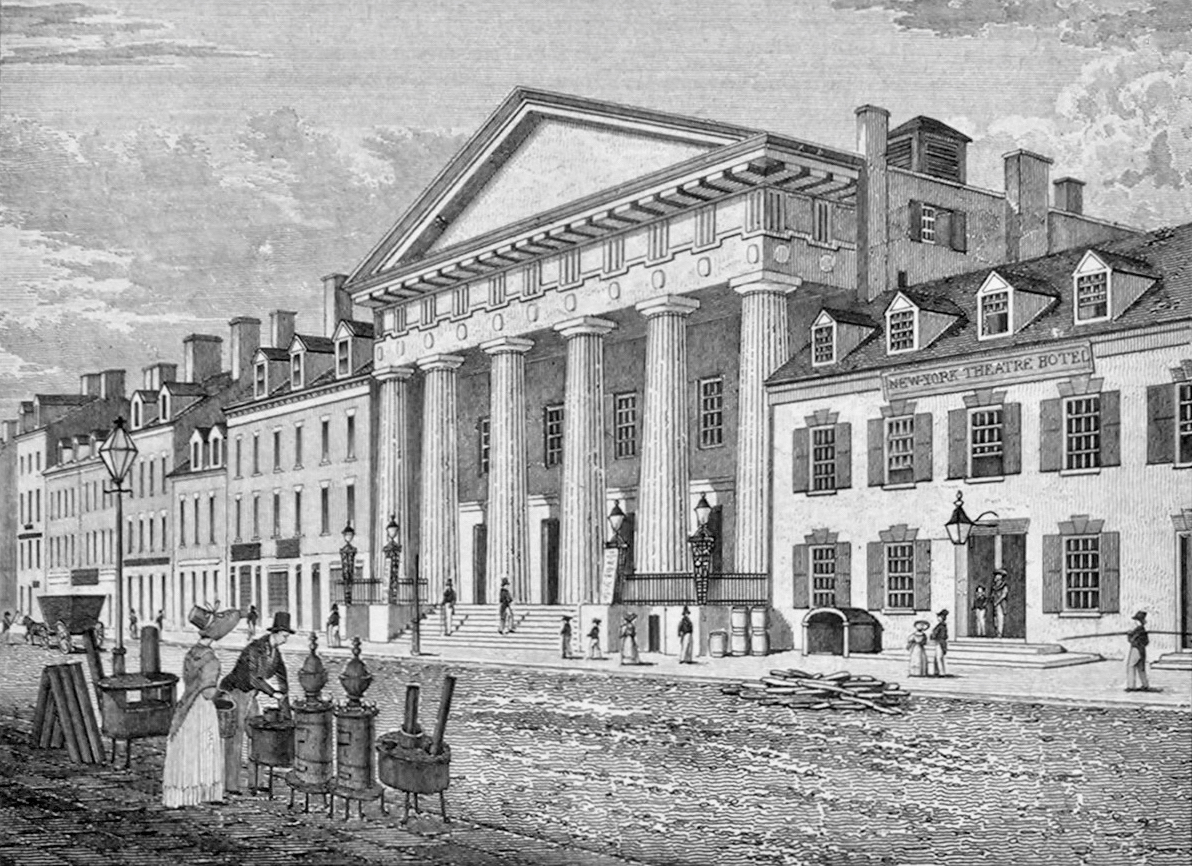
Bowery Theatre del 1828, da Bourne Views of New York (1830-31)

Nell'agosto del 1830 i proprietari assunsero Thomas Hamblin e James H. Hackett per gestire il teatro. Un mese dopo, Hackett lasciò ad Hamblin il controllo completo. Dopo che il teatro andò a fuoco nello stesso anno, Hamblin lo ricostruì. Lo portò poi in una direzione decisamente diversa in quello che sarebbe stato il suo periodo più innovativo e di successo.

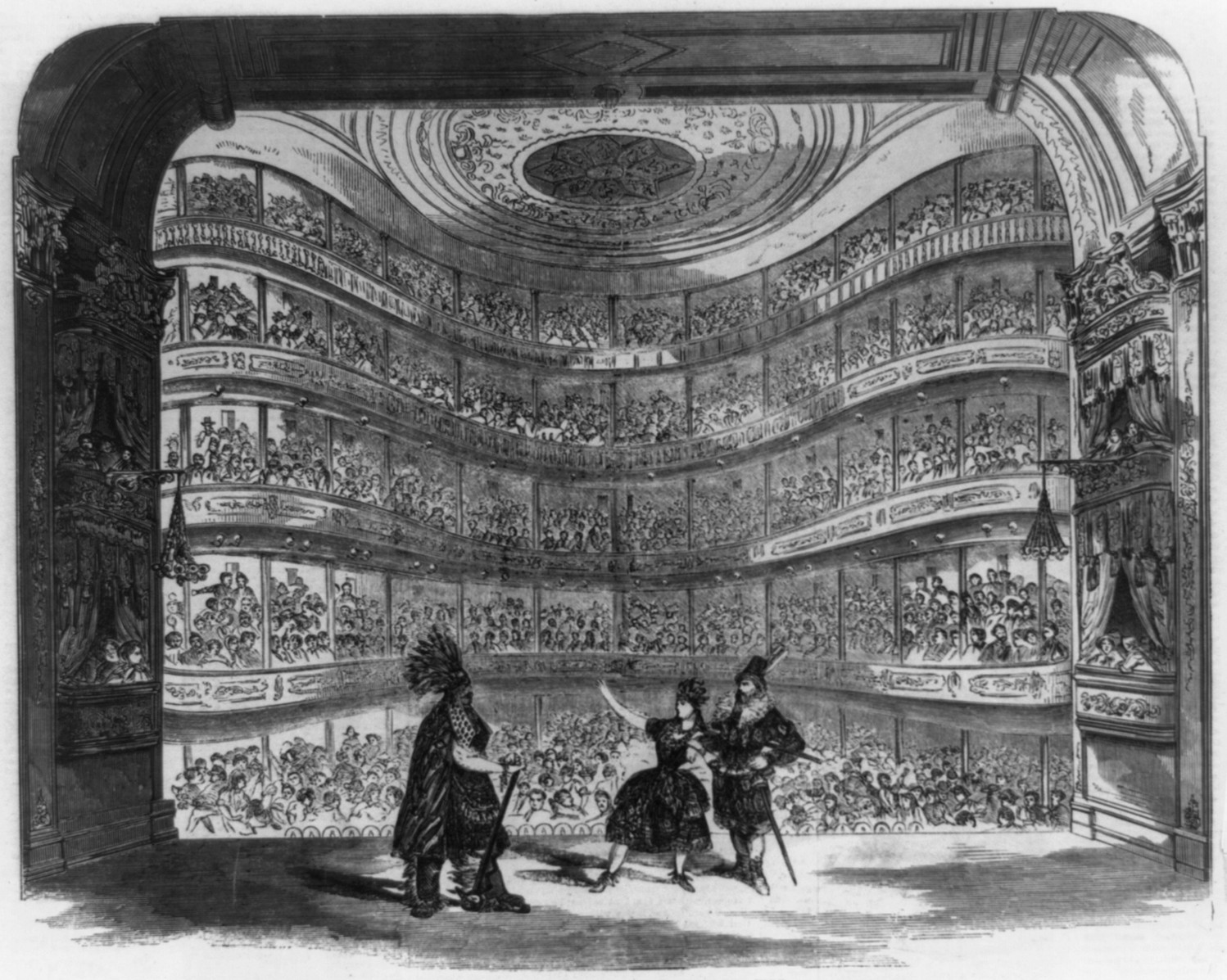
Bowery Theatre del 1845, mostrato nel 1856

I teatri americani si stratificarono nell'era jacksoniana e il Bowery emerse come la casa dei nativisti americani e delle cause populiste, ponendolo in diretto contrasto con l'immagine coltivata del Park Theatre basato sull'alta cultura tradizionale europea. Questo fu in parte il risultato di una rivolta teatrale anti-britannica al Park; Hamblin ribattezzò il teatro "The American Theatre, Bowery" in reazione. Hamblin assunse attori e drammaturghi americani sconosciuti e consentì loro di recitare per lunghi periodi fino a un mese. Prima del 1843, i primi artisti blackface come George Washington Dixon e Thomas D. Rice suonavano spesso lì, e anche artisti come Junius Brutus Booth, Edwin Forrest, Louisa Lane Drew e Frank Chanfrau guadagnarono fama sul palco del Bowery. George L. Fox e la sua pantomima divennero lo spettacolo più popolare al Bowery fino a dopo la guerra civile. Le produzioni del Bowery videro il debutto o resero popolari una serie di nuovi personaggi, tra cui il Bowery B'hoy, lo Yankee, il Frontiersman e il negro dalla faccia nera.
Il filo-americanismo del pubblico del Bowery giunse al culmine durante i Farren Riots del 1834. Farren, il direttore di scena britannico del Bowery, avrebbe fatto commenti antiamericani e licenziato un attore americano. I manifestanti reagirono attaccando le case, le imprese e le chiese di abolizionisti e neri a New York e poi prendendo d'assalto il teatro il 9 luglio. Farren si scusò per i suoi commenti e George Washington Dixon cantò canzoni popolari per sedare i rivoltosi.
Hamblin sfidò le convenzioni del teatro di cultura elevata prenotando produzioni che attiravano i clienti della classe operaia e pubblicizzandole ampiamente secondo il modello di Gilfert. Atti di animali, spettacoli di menestrelli dalla faccia nera e melodramma furono gli spettacoli più frequenti e le forme ibride, come i melodrammi sui cani che salvano i loro padroni, divennero successi senza precedenti. Produzioni spettacolari con effetti visivi avanzati, tra cui acqua e fuoco, divennero frequenti. Hamblin innovò anche utilizzando l'illuminazione a gas al posto delle candele e delle lampade a cherosene. Il Bowery Theatre si guadagnò il soprannome di "The Slaughterhouse" per le sue offerte di bassa classe e vennero coniati termini come "melodramma Bowery" e "attori Bowery" per descrivere il nuovo tipo di teatro.
Nella primavera del 1834 Hamblin iniziò ad acquistare azioni del teatro dalla New York Association; entro 18 mesi ne ebbe abbastanza per controllare completamente l'impresa. Quando il Bowery bruciò di nuovo, nel settembre 1836, era il teatro più popolare di New York, nonostante il forte aumento della concorrenza (il Bowery Amphitheatre era proprio dall'altra parte della strada). Lo spettacolo visivo era diventato così parte integrante del suo fascino che Hamblin disse di aver perso $ 5.000 di guardaroba a causa dell'incendio. Hamblin acquistò le restanti azioni del teatro e affittò il sito a W.E. Dinneford e Thomas Flynn, che lo ricostruirono. Quando questo Bowery provvisorio andò a fuoco, il 18 febbraio 1838, Hamblin lo sostituì con una struttura più grande e opulenta, che aprì nel maggio 1839.
Attraverso le azioni di Hamblin, il teatro della classe operaia emerse come una forma a sé stante e il melodramma divenne la forma più popolare di teatro americano. Tra il pubblico predominavano i clienti di basso ceto come Bowery b'hoys e g'hals.

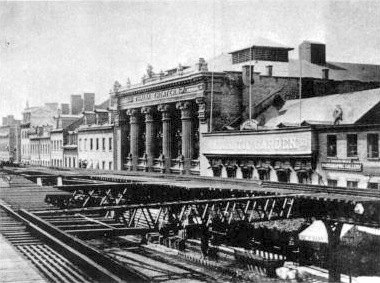
Teatro Thalia, distrutto nel 1929

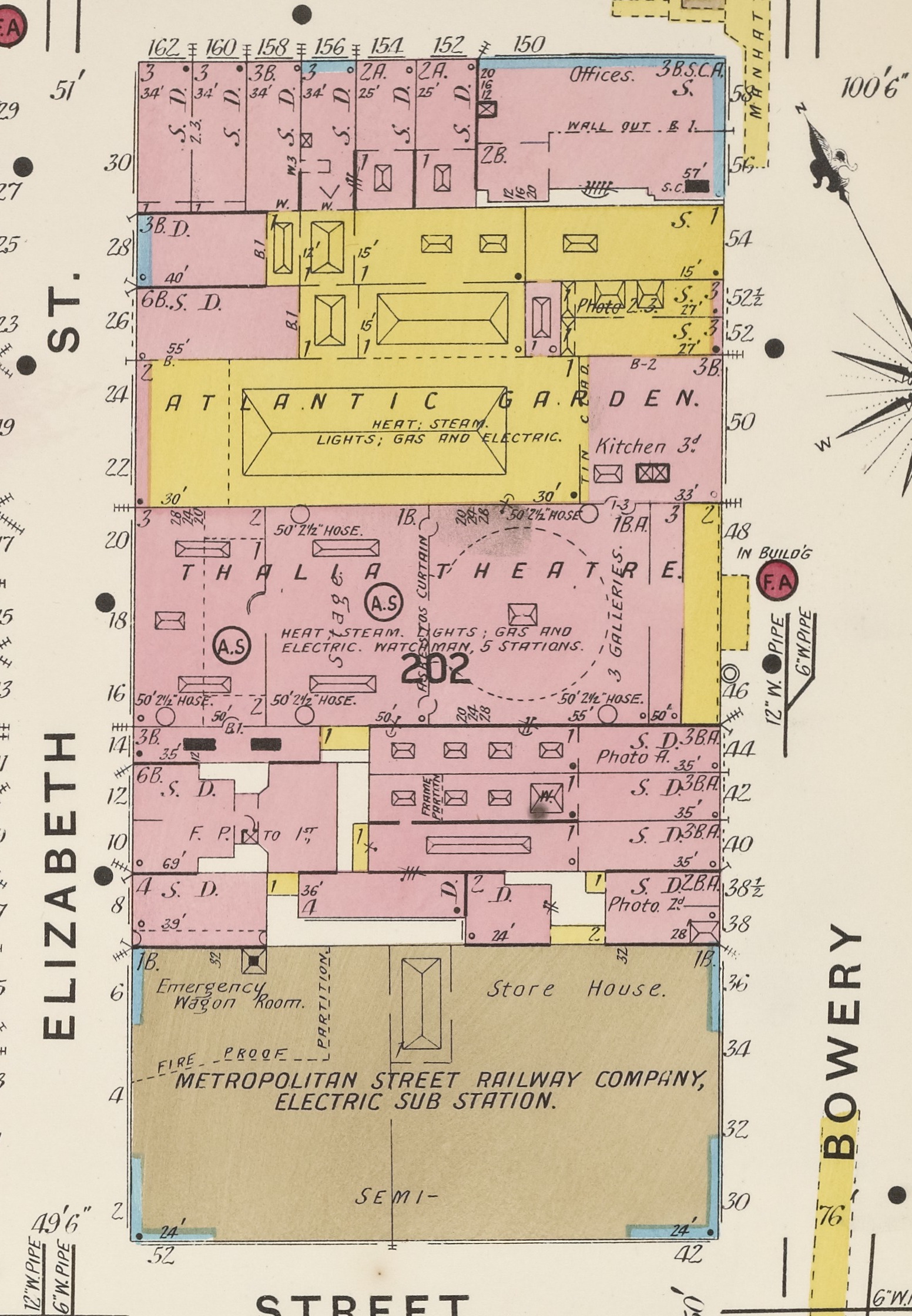
Mappa del 1905 dell'isolato tra Elizabeth (ovest) e Bowery (est), Bayard (sud) e Canal (nord), che mostra il Thalia Theatre appena a sud dell'ampia area gialla che rappresenta il Giardino Atlantico.

Alcune fonti suggeriscono addirittura che i clienti si abbandonassero ad atti sessuali nelle lobby e nei palchi. Comprensibilmente, Hamblin fu attento a rimanere nelle grazie di questa folla. Ad esempio, offriva regolarmente l'uso del Bowery Theatre per il ballo annuale dei vigili del fuoco. Solo il Chatham Garden Theatre vantava un pubblico più chiassoso.
Negli anni '40 dell'Ottocento i profitti erano più difficili da ottenere, quando a New York sorsero diversi altri teatri. Hamblin mise in scena un maggior numero di melodrammi basati sugli effetti visivi e in seguito aumentò il numero di spettacoli circensi, di menestrelli e altri intrattenimenti di varietà. Il Bowery andò a fuoco ancora una volta nell'aprile 1845. Questa volta, Hamblin aveva un'assicurazione antincendio e lo ricostruì con l'obiettivo di fare appello a una clientela più esclusiva e di mettere in scena un melodramma più spettacolare. Il nuovo teatro poteva ospitare 4.000 persone e con un palcoscenico di 38 m2, si assicurò il posto di uno dei teatri più grandi del mondo. L'architetto e costruttore del nuovo teatro fu John M. Trimble. Hamblin lasciò la gestione ad A.W. Jackson, anche se Jackson e i successivi direttori mantennero ampiamente l'enfasi di Hamblin sul melodramma e sullo splendore visivo. Hamblin morì nel gennaio 1853 e il teatro rimase alla sua famiglia fino al 1867.
Le opere teatrali di successo della gestione di Hamblin furono:
- The Elephant of Siam and the Fire Fiend di Samuel Beazley, che caratterizzò l'elefante Mademoiselle D'Jeck e andò avanti per 18 spettacoli consecutivi all'inizio del 1831.[14]
- Mazeppa, Or, The Wild Horse of Ukraine, che debuttò il 22 luglio 1833 e ebbe 43 rappresentazioni consecutive, un'impresa sbalorditiva per l'epoca.[14]
- Nick of the Woods, adattato da Louisa Honor de Medina dal popolare romanzo, debuttò nel febbraio 1838 e riapparve dopo un incendio teatrale nel maggio 1839 con Joseph Proctor.
- Putnam, il figlio di ferro del '76 di Nathaniel Bannister. Questo spettacolo debuttò il 5 agosto 1844 ed ebbe 78 rappresentazioni consecutive.[15][16]

## Gestione successiva
Entro la metà del XIX secolo, gruppi di immigrati, in particolare irlandesi, iniziarono a popolare il quartiere di Bowery. Giunsero così a costituire una parte significativa del pubblico del Bowery, principalmente nella sezione della galleria a basso prezzo. Per soddisfare loro, il teatro mise in scena spettacoli di James Pilgrim e altri drammaturghi irlandesi. Nel frattempo, il Bowery emerse come il centro teatrale del Lower East Side di New York.
Nel 1860 Gilbert R. Spalding e Charles J. Rogers lo presero in affitto per tre anni, lo rinnovarono e lo dotarono di un palcoscenico mobile in modo da poter ospitare sia spettacoli equestri che drammatici. Tra i loro artisti c'erano i trapezisti François e Auguste Siegrist e la ballerina alla corda Marietta Zanfretta. Nel gennaio 1861 misero in scena lo spettacolare Tippoo Sahib, o, l'assalto di Seringapatam con una scenografia che prevedeva un vasto accampamento nemico, una giungla indiana vicino al Taj Mahal e un bombardamento da parte delle forze britanniche con una carica a piedi e a cavallo.
I tedeschi Gustav Amberg, Heinrich Conried e Mathilde Cottrelly trasformarono il Bowery nel Thalia Theatre nel 1879, offrendo principalmente teatro tedesco durante la loro gestione. Nel 1891, il teatro yiddish divenne l'attrazione predominante. Venne poi la volta del vaudeville italiano, seguito dal vaudeville cinese.
Nel 1894, Maria Roda parlò a una grande moltitudine di persone al Teatro Thalia per celebrare la scarcerazione di Emma Goldman. Sebbene la Roda parlasse in italiano e la Goldman non ne capisse nulla, rimase commossa dalla presenza carismatica della Roda. Successivamente scrisse: "La strana bellezza di Maria e la musica del suo discorso hanno suscitato l'entusiasmo di tutta l'assemblea. Maria si è rivelata per me un vero raggio di sole". Si impegnò poi a diventare "maestra, amica e compagna" di Maria Roda.
All'inizio degli anni 1910 era di proprietà e sotto la gestione di Feliciano Acierno e denominato Teatro Thalia di Acierno. Acierno portò in scena gran parte del vaudeville italiano. 
Il Fay's Bowery Theatre bruciò il 5 giugno 1929 sotto la gestione cinese e non fu mai più ricostruito.